# Ais

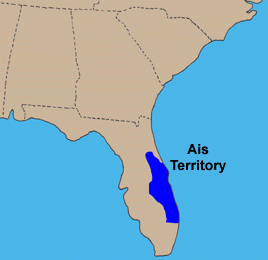
Territorio donde vivieron los Ais

Los ais eran una tribu amerindia de lengua aislada, aunque muchos la relacionan con el muskogi. Según Romans (1775) el nombre proviene del choctaw isi (ciervo), pero se cree que esto no tiene fundamento. Parecen tener más puntos en común con los calusa del sur de Florida.

## Localización
Vivían en la costa oriental de la península de Florida, a lo largo del río Indian.

## Demografía
Según Mooney (1928), hacia 1650 eran un millar junto con los tekesta, guacata y jeaga. No se sabe mucho más, pero en 1726 unos 88 "indios de la costa" fueron trasladados a las misiones del norte de Florida. En 1728 sólo quedaban 52. Actualmente están extinguidos.

## Costumbres
Sus costumbres eran parecidas a las de los calusa y timucua. Los historiadores sólo mencionan un poblado, que tenía el nombre de la tribu.

## Historia
El español Fontaneda (1854) afirmó que un vizcaíno llamado Pedro fue hecho prisionero por los ais y aprendió su lengua. Poco después los españoles se establecieron en Florida; lucharon contra ellos, pero en 1570 pactaron una tregua. En 1597 el gobernador Méndez de Canço, quien viajó por Florida, de los Cayos hasta San Agustín, informó que el jefe de los ais era el que tenía más guerreros. Más adelante unos guerreros ais mataron a un español, lo que provocó una cruenta venganza del gobernador, y los nativos dieron refugio a los esclavos negros fugitivos (incluso se casaron con esclavos). En 1699 intentaron convertirlos al cristianismo, pero sin resultado. La última vez que se les menciona en los escritos fue en 1703, pero en 1763 pasaron a Cuba con los calusa y aún quedaba alguno en 1775. Otros marcharon a Alabama en 1708, y después de la Guerra Creek se unieron a los seminola.

## Enlaces
- Los indios ais
- Historia de los ais

- Datos: Q49305
- Multimedia: Ais people / Q49305